# Paul Heinrich von Groth
Paul Heinrich von Groth (Magdeburgo, 1843 – Monaco di Baviera, 1927) è stato un mineralogista tedesco.
Insegnante a Strasburgo e a Monaco di Baviera. Nel 1905 divenne socio dei Lincei. Nel 1877 fondò una rivista di cristallografia. Da lui prendono nome i minerali grothina e grothite.